# Ophiomyia ivinskisi
Ophiomyia ivinskisi este o specie de muște din genul Ophiomyia, familia Agromyzidae, descrisă de Pakalniskis în anul 1996. Conform Catalogue of Life specia Ophiomyia ivinskisi nu are subspecii cunoscute.